# Gedo
Pour les articles homonymes, voir Gedo (footballeur égyptien) et Gedo (catch).

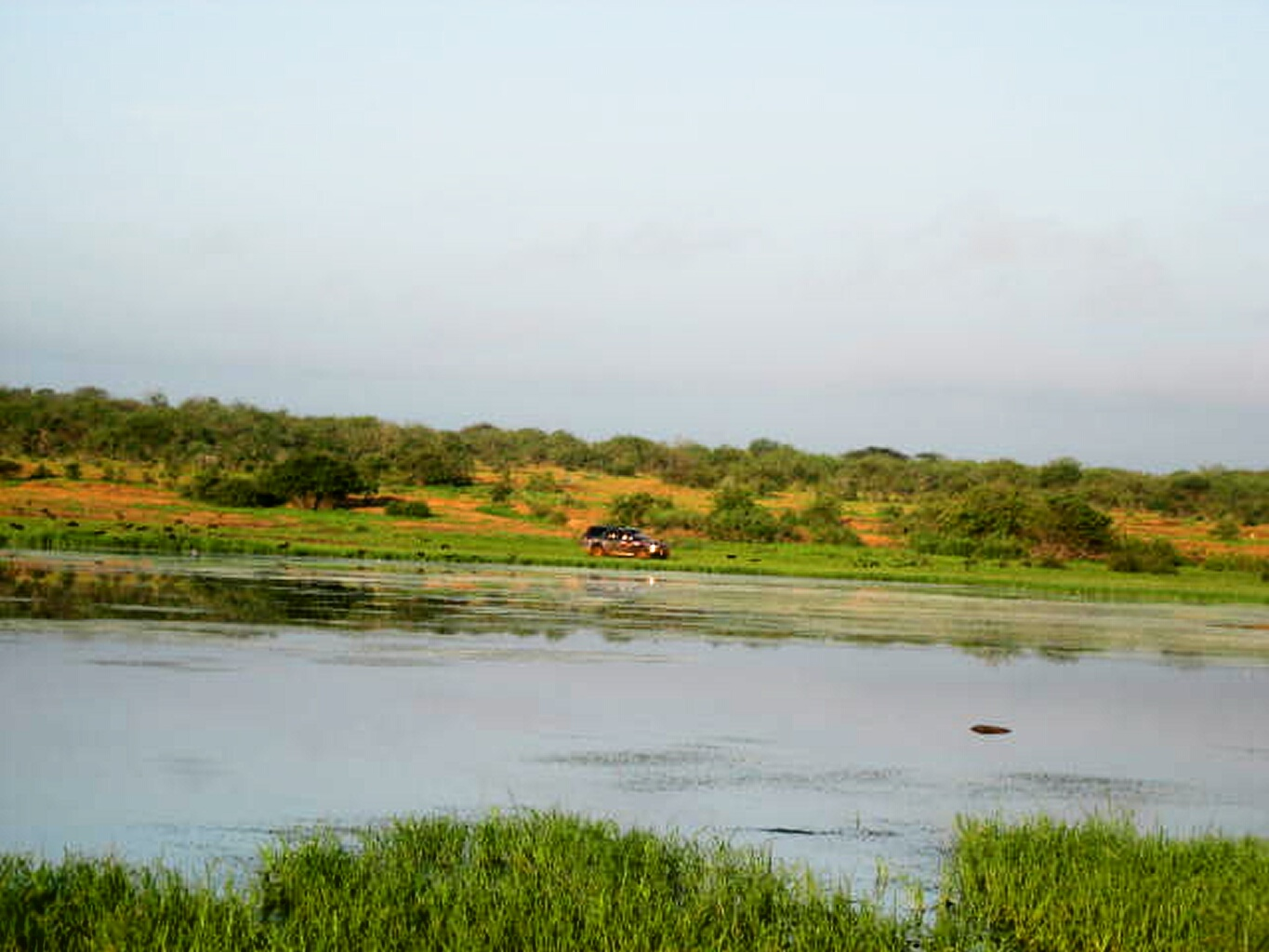

Gedo (ou Ghidū) est une région enclavée au sud de la Somalie, limitrophe des provinces somalies de Bay (Somalie) à l'est, Bakool au nord-est, Jubbada Dhexe au sud-est et Jubbada Hoose au sud, des provinces somalies éthiopiennes (Ogaden puis Région Somali) de Afder et Liben au nord-ouest, et des provinces kényanes (PNF) de Mandhera et Wajir au sud-ouest.

## Districts

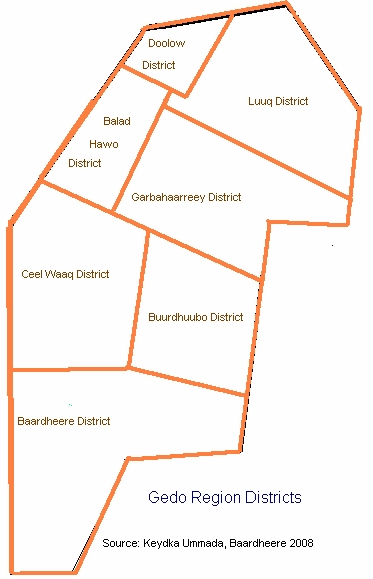
Districts de Gedo

La région de Gédo se compose de huit districts :
- El-Ade District
- El-Waq District
- Baardheere District
- Balet Hawo District
- Doolow District
- Garbahaarreey District
- Luuq District
- Buurdhuubo

## Villes
La capitale régionale est Garbaharey.
Une autre ville importante est Doolow.

## Géographie
Les rivières principales sont la Dawa et le Jubba.

## Histoire
Depuis 1998, le nouveau Jubaland regroupe les trois anciennes régions officielles de Somalie : 
- Jubbada Dhexe (capitale : Bu'aale),
- Jubbada Hoose (capitale : Kismaayo),
- Gedo (partiellement) (capitale : Garbahaarreey).

Avec des différends sérieux avec ses voisins.